# Георгиевка (Костанайская область)
Георгиевка (каз. Георгиев) — село в Денисовском районе Костанайской области Казахстана. Входит в состав Аршалинского сельского округа. Находится примерно в 53 км к северо-западу от районного центра, села Денисовка. Код КАТО — 394035300.
В 12 км к северо-западу находится озеро Светлое.

## История
Георгиевка основана в 1837 году как казачья станица Новолинейного района Оренбургского казачьего войска.
В станице был приход Свято-Троицкой церкви.
Указом Президиума Верховного Совета Союза ССР от 11 ноября 1939 года территория Георгиевского сельсовета Полтавского района Челябинской области РСФСР была передана в состав Орджоникидзевского района Кустанайской области Казахской ССР.
Находящийся на территории сельсовета колхоз «Заветы Ленина» в конце 1957 года был ликвидирован и вошел в состав Аршалинского совхоза.
В первые годы освоения целины в состав Георгиевского сельсовета входили населённые пункты: Аршалы, Георгиевка, Дрожиловка, Набережное, Алаколь, Окраинка и Приреченка.
Указом Президиума Верховного Совета Казахской ССР от 16 июня 1980 года Георгиевский сельсовет с центром в селе Аршалы переименован в Аршалинский сельсовет.

## Население
В 1999 году население села составляло 343 человека (171 мужчина и 172 женщины). По данным переписи 2009 года в селе проживали 244 человека (115 мужчин и 129 женщин).